# Дуги опроштај
Дуги опроштај или алтернативно Дуго опраштање (енг. The Long Goodbye) је детективски роман и трилер англо-америчког писца Рејмонда Чандлера, објављен 1953. године. Дуги опроштај је шести роман Рејмонда Чандлера чији је главни јунак приватни детектив Филип Марлоу. 

Чандлер је започео рад на роману 1949. године, пар година пред крај живота своје жене, Сиси Паскал, па се његови страхови и ставови према смрти огледају у роману, и највише у карактерима који служе као паралела самог Чандлера, у Терију Леноксу и Роџеру Вејду. Неки критичари сматрају да је Дуги опроштај Чандлерово опраштање од рада на детективским романима које је у тренутку писања Дугог опроштаја писао двадесет година. У писму свом издавачу Бернис Баумгартнер, Чандлер је написао: 
Постало ми је јасно већ неко време да је оно што је претежно досадно у вези са романима у жанру мистерије, барем на књижевном нивоу, јесте да се карактери изгубе негде око трећине романа. Често је уводна сцена, поставка карактера и света око њих, јако добра. А онда радња постаје замршенија и људи постану само имена. Па, шта можеш да урадиш да ово избегнеш? Можеш да пишеш константну акцију, и то је сасвим у реду ако то волиш. Али авај, човек одрасте, постане компликован и несигуран, постане заинтересован за моралне дилеме, а не ко је кога ударио у главу. У том тренутку човек би требао да се пензионише и да препусти предео млађим и простијим мушкарцима.
Дуги опроштај је имао велики утицај на детективски жанр и 1955. године освојио је Едгар награду за Најбољи роман. Редитељ Роберт Алтман је режирао филмску адаптацију романа 1973. године названу Приватни детектив, са Елиотом Гулдом у главној улози. На сценарију је радила Ли Бракет која је променила време радње и значајно изменила крај приче.
Дуги опроштај је био критички успех, иако су неки критичари сматрали да се не може мерити са Чандлеровим ранијим радовима (Велики сан, Сестрица). Од његовог објављивања Дуги опроштај никад није престао да се штампа и сматра се култним класиком детективског жанра. Завршна реченица романа I never saw any of them again—except the cops. No way has yet been invented to say goodbye to them // Више никад нисам видео иког од њих - осим полицајаца. Ниједан начин није још изумљен да се од њих опростим се пронашла на листама 100 најбољих завршних реченица романа на сајтовима American Book Review и Stylist.
У писму свом дугогодишњем пријатељу, Чандлер је описао Дуги опроштај као "мој најбољи роман".

## Настанак романа
Чандлер је започео рад на роману 1949. године и завршио га је у мају 1952. када га је предао свом издавачу, Бернис Баумгартнер из издавачке куће Брандт и Брандт. Баумгартнер и Брандт су прочитали роман и одбили га због проблема које су они сматрали да постоје са приказом главног јунака, Филипа Марлоуа. Они су предложили неку конструктивну критику Чандлеру, али ју је он одбио и прекинуо рад са издавачком кућом Брандт и Брандт.
До изласка књиге 1953. године, Чандлер је искључиво радио на прерадама и додацима, не мењајући ништа у главној радњи. 

Роман је започет када се Чандлерова жена Сиси Паскал смртно разболела, па је Чандлерова брига и туга приказана у роману. У писму свом енглеском издавачу, Чандлер је написао: 
У лошем сам разположењу, које не долази толико ретко, осећам ледени додир очајања. То није никакво расположење да се напише роман са било којим успоном и виталношћу. 
Чандлер је базирао два карактера из романа на ономе што је он сматрао да су његове мане - његовим алкохолизам и његове сумње о квалитету његових књига. Карактер Роџер Вејд је слично као Чандлер, писац који је цео свој живот провео радећи на једном жанру (Вејд је провео цео свој живот на романтичним романима, док је Чандлер провео цео свој живот на детективским романима) и који се бори са проблемима алкохолизма.
Тери Ленокс је такође паралела Чандлеру, алкохоличар, делом Британац (као што је и Чандлер био) и ратни ветеран (Чандлер је био ветеран Првог светског рата, а Ленокс Другог). Приказом Терија Ленокса, Чандлер је илустровао свој осећај не припадања у ужурбаном друштву тадашњег Лос Анђелеса.

## Радња
Роман је написан у првом лицу где је протагонист и приповедач приватни детектив Филип Марлоу. У тринаестој глави књиге Марлоу описује себе: "Имам дозволу приватног детектива и већ неко време радим тај посао. Ја сам вук самотњак, неожењен, зашао сам у средње године, нисам богат. Неколико пута сам био у затвору и не бавим се разводима. Волим пиће и жене и шах и још понешто. Полицајци ме баш не воле, али их познајем неколико с којима то ипак некако иде. Из ове сам земље, рођен у Санта Рози, обоје родитеља мртви, немам браће ни сестара"
Прича романа почиње присећањем наратора на први сусрет који је он имао са човеком под именом Тери Ленокс. Марлоу је први пут упознао Ленокса испред ресторана Денцерс где је овај био са својом женом. Тери је средњовечни човек са седом косом и ожиљком на десној страни лица. Тери је у алкохолисаном стању испао из свог аутомобила и његова жена је отишла без њега. Марлоу помаже Терију да се отрезни, а затим и да се врати својој кући. Следећих пар месеци, Марлоу је налетао на Ленокса и њих двојица су развили пријатељство. Једне вечери у јуну, у пет ујутру, Ленокс се појављује испред Марлоуовог стана са пиштољем у руци и објашњава како му хитно треба вожња до аеродрома у Тихуани у Мексику. Марлоу невољно полази са Леноксом где га прати до авиона, а затим се полако враћа у Лос Анђелес. 
При повратку заустављају га органи реда и закона који га хапсе и обавештавају га да је постао саучесник у убиству. Наиме, Теријева жена Силвија је убијена у ноћи када је Тери посетио Марлоуа и Тери је главни осумњичени. Марлоу проводи следећих пар дана у затвору сукобљавајући се са полицајцима и адвокатима, не желећи да ода Теријеву локацију. Три дана касније, Марлоу је пуштен из затвора зато што је Теријево тело пронађено у градићу Отатоклан у Мексику. Тери је извршио самоубиство, а за собом оставио писмо у којем је признао убиство своје жене. Када се вратио у свој стан, Марлоу је пронашао сумњиво писмо од Терија и "портрет Медисона" (новчаницу од пет хиљада америчких долара).
Пар дана од Теријевог самоубиства, Марлоуа унајмљује писац Хауард Спенсер који спаја Терија са Ајлин Вејд која тражи њеног несталог мужа, писца Роџера Вејда који има историју проблема са алкохолизмом. У почетку Марлоу не жели да помогне Спенсеру, али одлучује да помогне када упознаје Ајлин. Једини траг који је Вејд оставио пре свог одласка било је парче папира на којем је писало: "Не свиђаш ми се докторе В. али ти си човек за мене."
Марлоу успева да пронађе Вејда на напуштеном ранчу доктора Веринџера и одатле га враћа његовој кући. Роџер и Ајлин покушавају да убеде Марлоуа да остане са њима и да чува Вејда, али он то одбија. Ускоро, Марлоу посећује дом Вејдових где проналази Роџера са посекотином на његовој глави, али Ајлин о њој не мари. Пијани Вејд моли Марлоуа да запали странице на којима је радио на његовој писаћој машини што он чини, али не пре него што их прочита. Записи које је Вејд желео да запали били су интроспективни рад који описује његов живот и како је једном "добар човек" умро за њега.
Пар дана касније Марлоу долази у дом Вејдових и проналази Роџера и Ајлин како се рву око пиштоља, па их раздваја. Ајлин покушава да заведе Марлоуа говорећи му да је подсећа на њену давно изгубљену љубав из Другог светског рата, али је овај покушај неуспешан.
Роџер позива Марлоуа да му се придружи на ручку. Роџер се јада Марлоу о својој прошлости и наставља да пије. Марлоу одлази напоље да се прошета након што се Вејд онесвешћује од алкохола. Када се Ајлин вратила у своју кућу пронашла је Роџера мртвог који је наизглед одузео свој живот. Ајлин верује да је Марлоу убио Вејда и он бежи.
Пар дана касније, Марлоу убеђује Спенсера да га споји са Ајлин и он почиње да је испитује. Марлоу представља теорију да је Ајлин убила Силвију Ленокс и свог мужа јер је имала аферу са Теријем који је био њен давно изгубљени момак из Другог светског рата. Ајлин одлази без речи, а Марлоу сазнаје да је починила самоубиство следећег јутра, предозирајући се пилулама за спавање. За собом оставља писмо у којем признаје да је убила Силвију Ленокс и свог мужа.
Након епизоде у којој Марлоу помаже шефу полиције да ухапси Леноксовог дугогодишњег пријатеља и саборца, који је постао мафијаш и рекеташ, Марлоуа контактира Мексиканац који тврди да је био присутан у Леноксовој соби када је овај починио самоубиство. Марлоу схвата да је Мексиканац заправо Ленокс који је лажирао своје самоубиство и отишао на козметичку хирургију. Ленокс покушава да се искупи за муке кроз које је натерао Марлоуа да прође, али Марлоу каже да схвата зашто је то урадио, враћа му новчаницу од пет хиљада долара и говори му да "Ленокс више није овде". Ленокс се осећа увређеним тим коментаром и одлази након опроштаја. На крају романа Марлоу објашњава да је потајно желео да још једном види Ленокса након овог опраштања, али да га више никада није видео.

## Рецензије и критике
Од свог изласка роман Дуги опроштај је хваљен од критичара у Сједињеним Америчким Државама и у Уједињеном Краљевству. Амерички магазин Њујорк тајмс објавио је две рецензије књиге у априлу 1954. године. У првој новинар Чарлс Пур описује роман као "ремек-дело старог мајстора" док у другој Антони Бушер описује књигу као једну од најбољих у целом жанру. Писац Пол Остер је фамозно о књизи написао: "Чандлер је измислио нови начин приповедања о Америци, и она нам више никада није изгледала исто."
Писац Ентони Барџис, најпознатији као аутор Паклене поморанџе, ставио је Дуги опроштај на своју листу 99 најбољих романа објављених на енглеском језику.
Роман је био добитник награде Едгар за најбољи роман у жанру мистерије 1955. године.

## Адаптације и утицај на поп-културу
Роман је први пут адаптован за телевизију у оквиру антологијске серије Климакс! (енг. Climax!) са Диком Пауелом у улози Филипа Марлоуа. Ово је Дику био други пут да тумачи улогу Марлоуа, први пут га је глумио у адаптацији романа Збогом драгана моја названом Убиство драга моја.
Режисер Роберт Алтман режирао је адаптацију романа 1973. године. Сценарио овог филма писала је сценаристкиња Ли Бракет која је својвремено радила на Ратовима звезда. Када је први пут објављен, филм је био критички и комерцијални неуспех, али је касније постао култни класик. Верзија Филипа Марлоуа коју тумачи Елиот Гулд сматра се најбољом адаптацијом карактера.
Би-Би-Си Радио креирао је две аудио адаптације романа, први пут у јануару 1978. године, а други пут у октобру 2011. године. Јапанска телевизијска станица NHK емитовала је пет епизода телевизијске адаптације романа током 2014. године.
Грег Ајлс назвао је једног од карактера у свом роману Тиха игра, Марстон, по узору на Леноксов алтер его из романа. Мајкл Конели цитира роман у својој књизи Црни лед. Када је Чандлер преминуо његово имање је одобрило наставак његових књига писцу Вилијаму Бонвилу. У првом роману који је Бонвил написао Црноока плавуша, Марлоу се присећа догађаја који су се десили у Дугом опроштају.
Главни карактер јапанске токусатсу драме Kamen Rider W често чита Дуги опроштај између сцена акције. Током прославе 40 година серије Kamen Rider емитована је седмоделна серија где је име сваке епизоде било названо по књизи Рејмонда Чандлера. Последња епизода названа је Дуги опроштај.
Алузије на роман се проналазе свугде у тврдо-куваном детективском жанру. Неке од ових алузија су британски мафијашки филм Добри Дуги Петак (1980), епизода серије Звездане стазе: Следећа генерација названа "Велики Опроштај" и први том стрип серијала Град греха писца Френка Милера назван "Последње збогом".
Крими-писац Мат Рис посветио је песму роману у првом албуму његовог бенда Poisonville. Назив бенда је алузија на роман писца Дашијела Хамета, Црвена жетва. 